# Objective-C
Objective-C är en objektorienterad påbyggnad på vanliga C. Det går därför att blanda C och Objective-C relativt obehindrat i samma källkod. Till skillnad mot till exempel C++ kan man skicka meddelanden på ett liknande sätt som i Smalltalk. 
Idag används Objective-C framförallt i Apples Mac OS, iOS och GNUstep, två miljöer som baseras på OpenStep-standarden. Det är också det i huvudsak använda programmeringsspråket i NeXTSTEP, OPENSTEP och Cocoa-ramverket. Dessa bibliotek är inga krav för att skriva ett program i Objective-C, vilket visas i exempel nedan. Ett sådant program kan kompileras på alla operativsystem som har tillgång till gcc, som har en modul för Objective-C. Det gör man genom att vid kompilering tillföra flaggan -lobjc. 

## Syntax

### Interface och implementation
En klass i Objective-C har en interface- och en implementation-del som är två skilda block av kod. Normalt placeras interface-delen i en header-fil, med filändelsen .h. Implementationsdelen i en kodfil, med filändelsen .m, men de kan lika gärna vara i samma fil och filändelsen kan variera.
Interfacedelen fungerar så här:
```
 
@interface
 
klass
 : 
superklass
 
{

     
// instansvariabler

 
}

 
+
 
klassMetod1
;

 
+
 
(
retur_typ
)
klassMetod2
;

 
+
 
(
retur_typ
)
klassMetod3
:
(
param1_typ
)
param1_varNamn
;

 
-
 
(
retur_typ
)
instansMetod1
:
(
param1_typ
)
param1_varNamn
:

(
param2_typ
)
param2_varNamn
;

 
-
 
(
retur_typ
)
instansMetod2MedParamter
:

(
param1_typ
)
param1_varNamn
 
ochAnnanParameter
:
(
param2_typ
)
param2_varNamn
;

 
@end

```

Implementationsdelen fungerar så här:
```
 
@implementation
 
klass

 
+
 
(
retur_typ
)
klassMetod
 
{

     
// implementation

 
}

 

 
-
 
(
retur_typ
)
instansMetod
 
{

     
// implementation

 
}

 
@end

```

### Meddelanden och metoder
I Objective-C skickar man till skillnad mot Simula-modellen meddelanden till objekten. I Objective-C anropar man inte metoder, man skickar meddelanden. Ett objekt vid namn mottagare kan ha en metod som heter metodnamn, den anropas i så fall på följande sätt:
```
 
[
mottagare
 
metodnamn
];

```

Ett meddelande kan skickas till ett objekt även om objektet inte kan svara på det. Det möjliggör bland annat för mottagaren att skicka meddelandet vidare i en kedja, t.ex. en länkad lista till dess det kommer fram till någon som kan svara på det.
Man kan även skicka med argument i ett meddelande. Om metoden metodnamn även kan ta emot ett objekt av typen id kan det se ut så här:
```
 
id
 
enId
 
=
 
[[
Klass
 
alloc
]
 
init
];

 
[
mottagare
 
metodnamn
:
 
enId
];

```

Då skulle motsvarande metodsignatur kunna se ut så här:
```
 
-
 
(
void
)
metodnamn
:
(
id
)
objekt
;

```

Som man kan se i metodsignaturen skrivs objektets typ inom parenteser. Det inledande void betyder vad för typ av objekt metoden skickar tillbaka. I det här fallet är det void vilket betyder att inget returneras.
Man kan skicka flera argument. Lägger vi till ett argument av typen int kan det se ut så här:
```
 
id
 
enId
 
=
 
[[
Klass
 
alloc
]
 
init
];

 
int
 
enInt
 
=
 
7
;

 
[
mottagare
 
metodnamn
:
enId
 
medInt
:
enInt
];

```

Då skulle motsvarande metodsignatur kunna se ut så här:
```
 
-
 
(
void
)
metodnamn
:
(
id
)
objekt
 
medInt
:
(
int
)
enInt
;

```

## Exempel
Ett exempel på ett program som skriver ut texten "hello, World!".
```
 
/* Kompilera med t ex: gcc hello.m -lobjc -o hello */

 
#import <stdio.h>

 
#import <objc/Object.h>

 

 
@interface
 
MyClass
 : 
Object
 
{

 
}

 
-
 
(
void
)
world
;

 
@end

 

 
@implementation
 
MyClass

 
-
 
(
void
)
world
 
{

     
printf
(
"hello, World!
\n
"
);

 
}

 
@end

 

 
int
 
main
()
 
{

     
id
 
hello
 
=
 
[[
MyClass
 
alloc
]
 
init
];

     
[
hello
 
world
];

     
return
 
0
;

 
}

```